# Lycosa molyneuxi
Lycosa molyneuxi är en spindelart som beskrevs av Henry Roughton Hogg 1905. Lycosa molyneuxi ingår i släktet Lycosa och familjen vargspindlar.
Artens utbredningsområde är New South Wales. Inga underarter finns listade i Catalogue of Life.